# Marianne Adam
Marianne Adam (República Democrática Alemana, 19 de septiembre de 1951) fue una atleta alemana especializada en la prueba de lanzamiento de peso, en la que consiguió ser subcampeona europea en 1974.

## Carrera deportiva
En el Campeonato Europeo de Atletismo de 1974 ganó la medalla de plata en el lanzamiento de peso, llegando hasta los 20.43 metros, tras la soviética Nadezhda Chizhova que con 20.78 m batió el récord de los campeonatos, y por delante de la checoslovaca Helena Fibingerová (bronce con 20.33 m).